# Jason Connery
Jason Joseph Connery (Londra, 11 gennaio 1963) è un attore e regista britannico.

## Biografia
Figlio unico del celebre attore scozzese Sean Connery e dell'attrice australiana Diane Cilento, i suoi genitori divorziarono quando aveva 9 anni. È inoltre nipote dell'attore Neil Connery. La carriera di Jason in ambito della televisione e di film è sempre stata subordinata a quella del padre. Il suo film d'esordio è stato Cavalli di razza del 1983. È poi apparso nella serie televisiva Doctor Who nel 1985. Jason ha interpretato anche il ruolo di Robin Hood nell'ultima stagione della serie televisiva Robin Hood, per il quale divenne particolarmente conosciuto in Inghilterra. Ha impersonato Ian Fleming, il creatore di James Bond nel dramma televisivo del 1990, Spymaker: la vita segreta di Ian Fleming. Ottenne in seguito un ruolo da protagonista nel film Night Skies del 2007 oltre che nel film Lightspeeds. In Brotherhood of Blood, ha interpretato un ammazzavampiri.

### Vita privata
Nel 1996 Connery ha sposato l'attrice americana Mia Sara, dalla quale ha avuto un figlio, Dashiell Quinn Connery, nato nel giugno 1997. I due attori hanno divorziato nel 2002, dopo sei anni di matrimonio.

## Filmografia

### Attore

#### Cinema
- Cavalli di razza (The Lords of Discipline), regia di Franc Roddam (1983)
- Nemo, regia di Arnaud Sélignac (1984)
- The Boy Who Had Everything, regia di Stephen Wallace (1985)
- La venexiana, regia di Mauro Bolognini (1986)
- Tenerezza, regia di Enzo Milioni (1987)
- Bye Bye Baby, regia di Enrico Oldoini (1988)
- Il gatto con gli stivali (Puss in Boots), regia di Eugene Marner (1988)
- Tank Malling, regia di James Marcus (1989)
- Casablanca Express, regia di Sergio Martino (1989)
- The Sheltering Desert, regia di Regardt van den Bergh (1992)
- Jamila, regia di Monica Teuber (1994)
- The Successor, regia di Rodoh Seji (1996)
- Intrigo a San Pietroburgo (Midnight in Saint Petersburg), regia di Douglas Jackson (1996)
- Macbeth, regia di Jeremy Freeston (1997)
- Urban Ghost Story, regia di Geneviève Jolliffe (1998)
- Pallottole cinesi (Shanghai Noon), regia di Tom Dey (2000)
- Requiem, regia di Jon Kirby e Mitchell Morgan (2001)
- Nicolas, regia di Peter Shaner (2001)
- Wishmaster 3 - La pietra del diavolo (Wishmaster 3: Beyond the Gates of Hell), regia di Chris Angel (2001)
- Private Moments, regia di Jag Mundhra (2005)
- Hoboken Hollow, regia di Glen Stephens (2006)
- The Far Side of Jericho, regia di Tim Hunter (2006)
- Night Skies, regia di Roy Knyrim (2007)
- Velocity, regia di Jeff Jensen (2007)
- Brotherhood of Blood, regia di Michael Roesch e Peter Scheerer (2007)
- Chinaman's Chance: America's Other Slaves, regia di Aki Aleong (2008)
- Alone in the Dark II, regia di Michael Roesch e Peter Scheerer (2008)
- The Thirst: Blood War, regia di Tom Shell (2008)
- Dragonquest, regia di Mark Atkins (2009)
- La linea, regia di James Cotten (2009)
- Penance, regia di Jake Kennedy (2009)
- Alien Strain, regia di Robert Benavides Jr. e Andy Palmer (2014)

#### Televisione
- The First Olympics: Athens 1896, regia di Alvin Rakoff - miniserie TV (1984)
- Doctor Who - serie TV, 2 episodi (1985)
- Robin Hood - serie TV, 13 episodi (1986)
- Worlds Beyond - serie TV, 1 episodio (1987)
- Il treno di Lenin (Lenin: The Train), regia di Damiano Damiani - miniserie TV (1988)
- Isabella la ladra, regia di Franco Giraldi - miniserie TV (1989)
- Spymaker: la vita segreta di Ian Fleming (The Secret Life of Ian Fleming), regia di Ferdinand Fairfax - film TV (1990)
- La montagna dei diamanti (Mountain of Diamonds), regia di Jeannot Szwarc - miniserie TV (1991)
- The Other Side of Paradise, regia di Renny Rye - film TV (1992)
- David e David, regia di Giorgio Capitani - film TV (1994)
- All'inseguimento della morte rossa (Bullet to Beijing), regia di George Mihalka - film TV (1995)
- Casualty - serie TV, 1 episodio (1997)
- The Famous Five - serie TV, 2 episodi (1997)
- Merlin, regia di David Winning - film TV (1998)
- The Strip - serie TV, 1 episodio (2000)
- Smallville - serie TV, 3 episodi (2001-2003)
- Shoebox Zoo - serie TV, 10 episodi (2004)
- Lightspeed, regia di Don E. FauntLeRoy - film TV (2006)
- George Lopez - serie TV, 1 episodio (2007)
- Insieme a Natale (An Accidental Christmas), regia di Fred Olen Ray - film TV (2007)
- Criminal Minds: Suspect Behavior - serie TV, 1 episodio (2011)
- General Hospital - serie TV, 4 episodi (2013)

### Doppiatore
- Mary-Kate and Ashley in Action! - serie TV, 7 episodi (2001-2002)
- Liberty's Kids: Est. 1776 - serie TV, 5 episodi (2002)
- Gadget e gadgettini (Gadget and the Gadgetinis) - serie TV, 49 episodi (2003-2009)
- Trollz - serie TV, 6 episodi (2005-2006)
- Uno zoo in fuga (The Wild), regia di Steve 'Spaz' Williams (2006)
- Zampa e la magia del Natale (The Search for Santa Paws), regia di Robert Vince (2010)

### Regista
- Devil's Tomb - A caccia del diavolo (The Devil's Tomb) (2009)
- Pandemic (2009)
- 51 (2011)
- The Philly Kid (2012)
- Tommy's Honour (2016)

## Doppiatori italiani
Nelle versioni in italiano delle opere in cui ha recitato, Jason Connery è stato doppiato da:
- Tonino Accolla ne La venexiana, Bye Bye Baby
- Alberto Caneva ne Il gatto con gli stivali
- Maurizio Romano in Pallottole cinesi
- Enrico Di Troia in Wishmaster 3 - La pietra del diavolo
- Massimo Rossi ne Il treno di Lenin
- Giorgio Bonino in Spymaker: la vita segreta di Ian Fleming
- Vittorio Guerrieri in All'inseguimento della morte rossa
- Stefano Billi in Smallville
- Gianluca Machelli in Criminal Minds: Suspect Behavior